# Gaston (Mondkrater)
Gaston ist ein kleiner Einschlagkrater auf der Mondvorderseite östlich des Kraters Delisle bei der kleinen Mondrille Rupes Boris.
Die namentliche Bezeichnung geht auf eine ursprünglich inoffizielle Bezeichnung auf Blatt 39B2/S2 der Topophotomap-Kartenserie der NASA zurück, die von der IAU 1976 übernommen wurde.